# Ernest Maftei

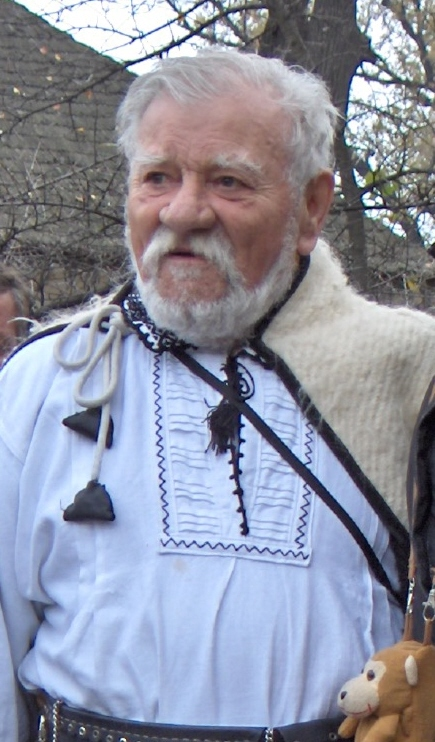
Ernest Maftei

Ernest Maftei (* 6. März 1920 in Prăjești, Kreis Bacău; † 19. Oktober 2006 in Bukarest) war ein rumänischer Schauspieler, Epigrammist und Schüler der legionären Bewegung.
Nach dem Schulbesuch in Bacău, wo er mit vier Mitschülern die Zeitschrift Liliacul gründete, für die er Gedichte schrieb, führte er auf der weiterführenden Schule die Frățiile de Cruce (die Jugendorganisation der legionären Bewegung) an.
1938, zu Zeiten der Regierung unter Armand Călinescu, war er fünf Monate lang in einem Lager bei Vaslui interniert. In Iași studierte er von 1941 bis 1945 am Musikkonservatorium und der Schauspielschule.
Nach einer erneuten Zeit politischer Gefangenschaft in Galați, Jilava und Văcărești gelang es ihm, als Schauspieler Fuß zu fassen.
Maftei spielte in über 200 Filmen; sein Sohn Gheorghe arbeitet als bildender Künstler.

## Filmografie (Auswahl)
- 1972: Das Warten (Asteptarea)
- 1972: Der verlorene Wald (Padurea pierduta)
- 1974: Fluch des Goldes (Duhul aurului)
- 1974: Türkenschlacht im Nebel (Stefan cel Mare)
- 1976: Auf den Spuren der Daker (Misterul lui Herodot)
- 1979: Fahrerflucht (Accident)
- 1979: Das wahre Leben des Fürsten Dracula (Vlad Țepeș)
- 1980: Der verzauberte Eichenwald (Dumbrava minunată)
- 1984: Expedition schwarze Höhle (Cireșarii)
- 1998: Zug des Lebens (Train de vie)
- 2004: Modigliani – Ein Leben in Leidenschaft (Modigliani)